# Ардым (Пензенская область)
 Ардым  — железнодорожная станция (тип населённого пункта) в Пензенском районе Пензенской области России. Входит в состав Ленинского сельсовета.

## География
Станция находится в центральной части региона, в пределах Приволжской возвышенности, в лесостепной зоне, при железнодорожной линии Ртищево — Пенза, на расстоянии приблизительно 10 км по прямой на запад-юго-запад от областного центра города Пенза.

### Климат
Климат характеризуется как умеренно континентальный, с умеренно холодной продолжительной зимой и относительно тёплым летом. Средняя температура воздуха самого тёплого месяца (июля) — 18,8 °C (абсолютный максимум — 40 °C); самого холодного (января) — −13 — −12 °C (абсолютный минимум — −47 °C). Безморозный период длится от 117 до 133 дней. Среднегодовое количество атмосферных осадков варьируется от 467 до 604 мм, из которых большая часть выпадает в тёплый период.

## История
Основана в конце XIX века при строительстве железной дороги.
В 1896 году — станция Ардым Рязано-Уральской железной дороги.
В 1955 году — бригада колхоза «Ленинский комсомол».
В 2004 году — 162 хозяйства.

## Население
| 1911 | 1926 | 1939 | 1959 | 1979 | 1989 |
| ---- | ---- | ---- | ---- | ---- | ---- |
| 50   | ↗54  | ↘40  | ↗288 | ↗475 | ↘415 |
| 1996 | 2002 | 2010 |      |      |      |
| ↗436 | ↗473 | ↗520 |      |      |      |

Историческая численность населения: 54 человека (1926 год), 288 (1959), 475 (1979), 415 (1989), 436 (1996). Население составляло 473 человека (русские 96 %) в 2002 году, 520 в 2010.

## Инфраструктура
Путевое хозяйство. Действует железнодорожная станция Ардым

## Транспорт
Автомобильный и железнодорожный транспорт.
В пешей доступности автодорога 58К-281.